# Burbonci
Dinastija Bourbon, također i Burbonci (fra. Bourbon, špa. Borbón), jedna je od najvažnijih europskih vladarskih dinastija. Burbonski su kraljevi najprije vladali Navarom i Francuskom u 16. stoljeću, a potom su početkom 18. stoljeća zadobili i španjolsko prijestolje, a vladali su i današnjom južnom Italijom (Kraljevstvo Napulja i Obiju Sicilija). Osim toga članovi dinastije držali su važna vojvodstva (Parma).
Dinastija Bourbon je mlađi ogranak dinastije Capet. Ime su dobili po obiteljskom dvorcu Castrum Borboniense koji se nalazi u nekadašnjoj pokrajini Bourbonnais u današnjoj središnjoj Francuskoj. Danas je na prijestolju samo španjolska (kralj Filip VI.) i luksemburška grana dinastije Bourbon (Henri).
Poglavar francuskih Bourbonaca je Louis Alphonse, vojvoda Anjoua.

## Povijest

### Podrijetlo
Prema nekim povjesničarima, rodoslovlje Burbonaca seže u 7. stoljeće, od Hildebranda, brata franačkog kralja Karla Martela, dok drugi prvim poznatim pretkom imenuju Aimara (Aymar, Adehmar) iz 10. stoljeća. Poslije smrti posljednjeg muškog potomka Archambaulta VIII., njegova kći Matilda, koja se 1197. godine udala za maršala Guya de Dampierrea, prenosi posjede i titulu na svog sina Archambaulta IX. Ženidbom Roberta od Clermonta, sina francuskog kralja Luja IX. s Beatriceom, unukom Archambaulta IX. 1272. godine, sjedinjen je najmlađi ogranak dinastije Capet s Burboncima. Njihov sin Luj naslijedio je majku 1327. i time postao prvi vojvoda od Bourbona.
Stariji ogranak Burbonaca počinje s Pierreom I., najstarijim sinom Luja I., koji je poginuo u bitci kod Poitiersa 1356. godine, a taj ogranak dinastije izumro je 1527. godine.
Mlađi ogranak potječe od Jacquesa, trećeg sina Luja I. Njegov praunuk Jean II. ženidbom je naslijedio feud La Roche sur Yon, a Jeanov unuk Charles, vojvoda od Vendomea, naslijedio je titulu vojvode od Bourbona. Charlesov sin Antoine († 1562.), ženidbom s Jeannom d'Albert stekao je naslov kralja Navarre, dok je njegov brat Luj utemeljitelj dinastije Bourbon-Conde.

### Francuska loza Burbonaca
Navarrski kralj Henrik III., sin Antoinea, je 1589. izumrćem dinastije Valois postao francuski kralj (kao Henrik IV.) i utemeljitelj ogranka koji poslije vlada u Francuskoj, Španjolskoj, Parmi i Napuljskom Kraljevstvu. Za njegove vladavine reorganizirana je vojska i državna uprava i francuska je gospodarski ojačala.
Vladavinom Luja XIII. (1610. – 1648.) započelo je razdoblje francuskog dvorskog apsolutizma. Veliku ulogu u državnoj upravi imao je ministar i kardinal Richelieu. Dvorski apsolutizam dostiže svoj vrhunac za vrijeme Luja XIV. (1648. – 1715.), za čijeg je maloljetništva vladao ministar Jules Mazarin. Nezadovoljno plemstvo pružilo je otpor kralju tijekom sukoba (Fronde) koji je trajao od 1648. – 1658. godine. Nakon Mazarinove smrti, Luj XIV. nastavlja vladati apsolutistički, uz tvrdnju da je Božji namjesnik na Zemlji i da mu kao takvom pripada sva vlast nad podanicima. Ratovao je protiv Svetog Rimskog Carstva, Engleske i Nizozemske, a u ratu za španjolsku baštinu (1701. – 1714.) uspio je osigurati španjolsko prijestolje pripadniku svoje dinastije, Filipu V.
Dinastija je svrgnuta s prijestolja krajem 18. stoljeća, tijekom Francuske revolucije. Dana 20. rujna 1792. odlukom Narodnog koventa, Francuska je proglašena Republikom, a kralj Luj XVI. i njegova supruga Marija Antoaneta, kći carice Marije Terezije, osuđeni su na smrt i potom pogubljeni. Godine 1814. padom Napoleona restaurirana je vlast burbonske dinastije na čelu s kraljem Lujem XVIII. Napoleon je prognan na Elbu, a poslije kratkotrajnog povratka na vlast i konačnog izgona, odlukama Bečkog kongresa (1815.) ponovno je obnovljena vlast Burbonaca. Srpanjskom revolucijom 1830. Karlo X. (1824. – 1830.) bio je prisiljen abdicirati, a krunu je preuzeo francuski kralj-građanin Luj Filip (1830. – 1848.) koji je pripadao sporednoj liniji, Orléans-Bourbon. Nakon što je i on zbačen revolucijom s vlasti, završena je vlast Bourbona u Francuskoj.

### Španjolska loza Burbonaca
Izumiranjem španjolskih Habsburga, izbio je Rat za španjolsku baštinu (1701. – 1714.), tijekom kojeg je vojvoda Filip od Anjoua, unuk francuskog kralja Luja XIV. stekao pravo na španjolsko prijestolje kao Filip V. (1700. – 1746.).
Godine 1808. Napoleon je natjerao kralja Karla IV. na abdikaciju i na španjolsko prijestolje postavio svog brata Josepha Bonapartea. Napoleonovim porazom kod Leipziga 1813. godine, Burbonci su se vratili na prijestolje.
Godine 1820. velikaši dižu pobunu protiv kralja Ferdinanda VII. (1813. – 1833.), čiju vlast spašava intervencija zemalja Svete alijanse, što Ferdinandu omogućuje ponovnu uspostavu apsolutističkog režima. Poslije njegove smrti, naslijedila ga je maloljetna kći Izabela II. (1833. – 1868.), u čije ime je vladala njena majka Marija Kristina. Ferdinandov brat Don Carlos zatražio je krunu za sebe čime je započeo Prvi karlistički rat (1834. – 1839.), koji završava porazom karlista.
Drugi karlistički rat vođen je 1847. – 1849., a 1868. Izabela II. je prisiljena na povlačenje s prijestolja, a naslijedio ju je Amadeo I., vojvode od Aoste (1870. – 1873.), koji se 1873. godine odrekao krune, a Španjolska je proglašena republikom.
Kada je 1875. godine ponovno uspostavljena monarhija, kraljem je postao Izabelin sin, Alfons XII. (1875. – 1885.). njegov sin i nasljednik Alfons XIII. (1886. – 1931.) svrgnut je s vlasti 1931. godine kada je proglašena republika.
Poslije španjolskog građanskog rata (1936. – 1939.) na vlast dolazi general Francisco Franco koji 1948. godine obnavlja monarhiju i imenuje za prijestolonasljednika Juana Carlosa, unuka kralja Alfonsa XIII., koji poslije Francove smrti 1975. postaje španjolski kralj.

### Talijanska loza Burbonaca
Godine 1731. infant Karlo Burbonski (Karlo III.) dobio je vojvodinu Parmu i Piacenzu, a od 1734. do 1759. vladao je Kraljevstvom Napulja. U razdoblju 1738. – 1748. vlast nad Parmom i Piacenzom pripala je Habsburgovcima, da bi od 1748. do 1802. i od 1847. do 1860. njome opet vladali Burbonci.
Burbonci su pobjegli iz Napulja 1798. godine kada ga je zauzela francuska vojska. Grad je sljedeće godine opet pod Burboncima, da bi ga 1806. još jednom napustili. Godine 1815. uslijedila je nova restauracija Burbonaca u Napulju, koji Ferdinand I. ujedinjuje sa Sicilijom u Kraljevstvo Obiju Sicilija, kojim od 1816. vlada kao Ferdinand I.

## Popis vladara iz Dinastije Bourbon

### Francuski vladari
- Henrik IV. (Henrik III., kralj Navarre, 1572. – 1610.) 1589. – 1610.
- Luj XIII. 1610. – 1643.
- Luj XIV., Kralj Sunce 1643. – 1715.
- Luj August svrgnut odlukom parlamenta 1715.
- Luj XV. 1715. – 1774.
- Luj XVI. 1774. – 1793.
- Luj XVIII. (1814. – 1824.)
- Karlo X. (1824. – 1830.)

### Španjolski vladari
- Filip V. (1700. – 1724.)
- Ludovik I. (1724.)
- Filip V. (1724. – 1746.)
- Ferdinand VI. (1746. – 1759.)
- Karlo III. (1759. – 1788.)
- Karlo IV. (1788. – 1808.) - prva abdikacija
- Ferdinand VII. (1808.) - abdikacija
- Karlo IV. (1808.) - druga abdikacija
- Ferdinand VII. (1813. – 1833.)
- Izabela II. (1833. – 1868.)
- Alfons XII. (1874. – 1885.)
- Alfons XIII. (1885. – 1931.)
- Ivan Karlo I. (1975. – 2014.)
- Filip VI. (2014. – danas)

### Kraljevi Dviju Sicilija
- Ferdinand I. (1816. – 1825.)
- Franjo I. (1825. – 1830.)
- Ferdinand II. (1830. – 1859.)
- Franjo II. (1859. – 1861.)